# Corb marí de les Chatham
El corb marí de les Chatham
(Phalacrocorax onslowi) és un ocell marí de la família dels falacrocoràcids (Phalacrocoracidae) que habita les illes Chatham, al sud de Nova Zelanda.